# Санта-Фе (Нью-Мексико)
Са́нта-Фе (произносится Са̀нта-Фэ́; исп. Santa Fe, букв. «Святая вера»; полное историческое и законное название La Villa Real de la Santa Fé de San Francisco de Asís, «Королевский город Святой Веры Святого Франциска Ассизского») — город на юге США, административный центр штата Нью-Мексико, а также административный центр и крупнейший город округа Санта-Фе. Население — 84 683 человека (2019 г.), что является четвёртым показателем по штату после Альбукерке, Лас-Крусеса и Рио-Ранчо.

## История

### В составе Новой Испании и Мексики
На месте нынешнего Санта-Фе первоначально располагались несколько деревень пуэбло, которые селились здесь с XI века нашей эры. Одно из наиболее ранних известных поселений находилось на месте сегодняшнего делового центра города и называлось Огапоги.
Дон Хуан де Оньяте возглавил первую попытку колонизации региона в 1598 году, создав провинцию Санта-Фе-де-Нуэво-Мехико в составе Новой Испании. Столицей провинции стал небольшой городок Сан-Хуан-де-лос-Кабальерос к северу от нынешнего Санта-Фе близ современной резервации Оке-Овинге. Второй испанский губернатор, дон Педро де Перальта, основал в 1610 году новый город у подножия гор Сангре-де-Кристо, который он назвал La Villa Real de la Santa Fé de San Francisco de Asís, Королевский город Святой Веры Святого Франциска Ассизского. В 1610 году он сделал его столицей провинции, каковой он с тех пор и оставался, что делает город старейшей столицей на территории современных США. Санта-Фе является вторым старейшим американским городом, основанным европейскими колонистами, из ныне существующих, уступая только Сент-Огастину во Флориде (1565). Ряд историков не признаёт этот статус за Санта-Фе, поскольку в 1680—1692 он был заброшен из-за набегов индейцев. Несколько поселений, таких как первая Пенсакола и форт Каролина (Фор-Каролин), были основаны до Сент-Огастина, но потерпели неудачу.
Вплоть до мексиканской войны за независимость Санта-Фе оставался тихим провинциальным городом без особых событий, за исключением периода 1680—1692 годов, когда в восставшие пуэбло вырезали множество испанских поселенцев, включая женщин и детей, вынудив немногих уцелевших горожан бежать на юг. Территория была возвращена под испанский контроль Диего де Варгасом в 1692 году. В 1824 году статус города как столицы провинции Санта-Фе-де-Нуэво-Мексико был закреплён в Конституции 1824 года.

### В составе США
Республика Техас объявила Санта-Фе частью западного Техаса после отделения от Мексики в 1836 году. В 1841 году небольшая военная и торговая экспедиция отправилась из Остина с целью получения контроля над Санта-Фе. Отряд, известный как «Экспедиционные силы Санта-Фе», был плохо подготовлен и без особых сложностей был захвачен в плен мексиканской армией. В 1846 году Соединённые Штаты объявили войну Мексике, и бригадный генерал Стивен Карни привёл основную часть своей «Западной армии» (примерно 1700 солдат) к Санта-Фе и занял город, объявив весь Нью-Мексико территорией США. К 1848 году США официально получили права на Нью-Мексико согласно договору Гуадалупе-Идальго.
Полковник Александр Уильям Донифан, назначенный интендантом Санта-Фе, обнаружил в городе большое количество военного снаряжения с надписью «Испания, 1776», что ярко демонстрирует пренебрежение мексиканского правительства снабжением северных провинций.

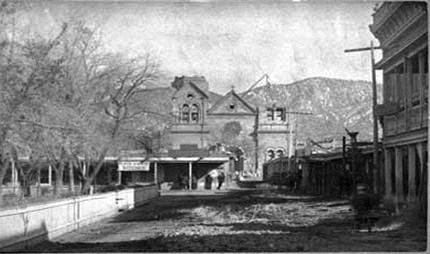
Собор Св. Франциска, 1885 год

В составе США Санта-Фе вплоть до конца XIX века считался бедным, заштатным городом, не имеющим перспективы экономического развития.
В течение нескольких дней марта 1862 года Санта-Фе находился под контролем отряда армии Конфедерации, которым командовал бригадный генерал Генри Сибли, но вскоре конфедераты были выбиты из города северянами.
Санта-Фе первоначально предполагался в качестве узловой станции железной дороги Топика — Санта-Фе, но после детального изучения геологических условий будущей трассы было принято решение проложить её через посёлок Лейми к югу от Санта-Фе, что в дальнейшем существенно замедлило развитие города.
В 1912 году Нью-Мексико стал 47-м штатом в составе США, с Санта-Фе в качестве столицы. Выбору столицы предшествовали длительные обсуждения, но в итоге статус города как столицы территории в течение нескольких веков сыграл ключевую роль.

## География
Общая площадь города — 135,56 км², из которых 135,28 км² приходится на сушу. Санта-Фе расположен на высоте 2 194 метра над уровнем моря, что делает его высочайшей из всех столиц американских штатов.
Через город протекает река Санта-Фе, воды которой полностью используются на нужды городского хозяйства.

### Климат
Санта-Фе лежит в зоне полупустыни с семиаридным климатом (в классификации Кёппена — BSk), с холодной для таких низких широт зимой и жарким летом. Большая часть осадков выпадает с мая по октябрь с приходом североамериканского муссона. В связи с засушливостью и большой высотой города над уровнем моря велика разница между дневными и ночными температурами (в среднем 14 °C — 17 °C).
| Показатель                    | Янв. | Фев. | Март | Апр. | Май  | Июнь | Июль | Авг. | Сен. | Окт. | Нояб. | Дек. | Год  |
| ----------------------------- | ---- | ---- | ---- | ---- | ---- | ---- | ---- | ---- | ---- | ---- | ----- | ---- | ---- |
| Абсолютный максимум, °C       | 18,0 | 23,0 | 25,0 | 29,0 | 36,0 | 38,0 | 38,0 | 36,0 | 34,0 | 32,0 | 24,0  | 18,0 | 38,0 |
| Средний суточный максимум, °C | 6,1  | 9,3  | 13,4 | 17,9 | 22,8 | 28,3 | 29,8 | 28,3 | 24,9 | 19,1 | 11,3  | 6,5  | 18,2 |
| Средняя температура, °C       | −1,6 | 1,6  | 5,0  | 8,4  | 13,1 | 18,9 | 21,0 | 19,9 | 16,3 | 10,5 | 3,3   | −1,2 | 9,7  |
| Средний суточный минимум, °C  | −9,2 | −6,2 | −3,4 | −0,2 | 4,5  | 9,4  | 12,2 | 11,5 | 7,8  | 1,8  | −4,7  | −8,9 | 1,2  |
| Абсолютный минимум, °C        | −26  | −28  | −21  | −12  | −5   | −1   | 3,0  | 2,0  | −3   | −15  | −24   | −27  | −28  |
| Норма осадков, мм             | 15   | 13   | 21   | 18   | 32   | 32   | 57   | 54   | 43   | 33   | 27    | 17   | 361  |
| Источник: Погода и климат     |      |      |      |      |      |      |      |      |      |      |       |      |      |

## Население

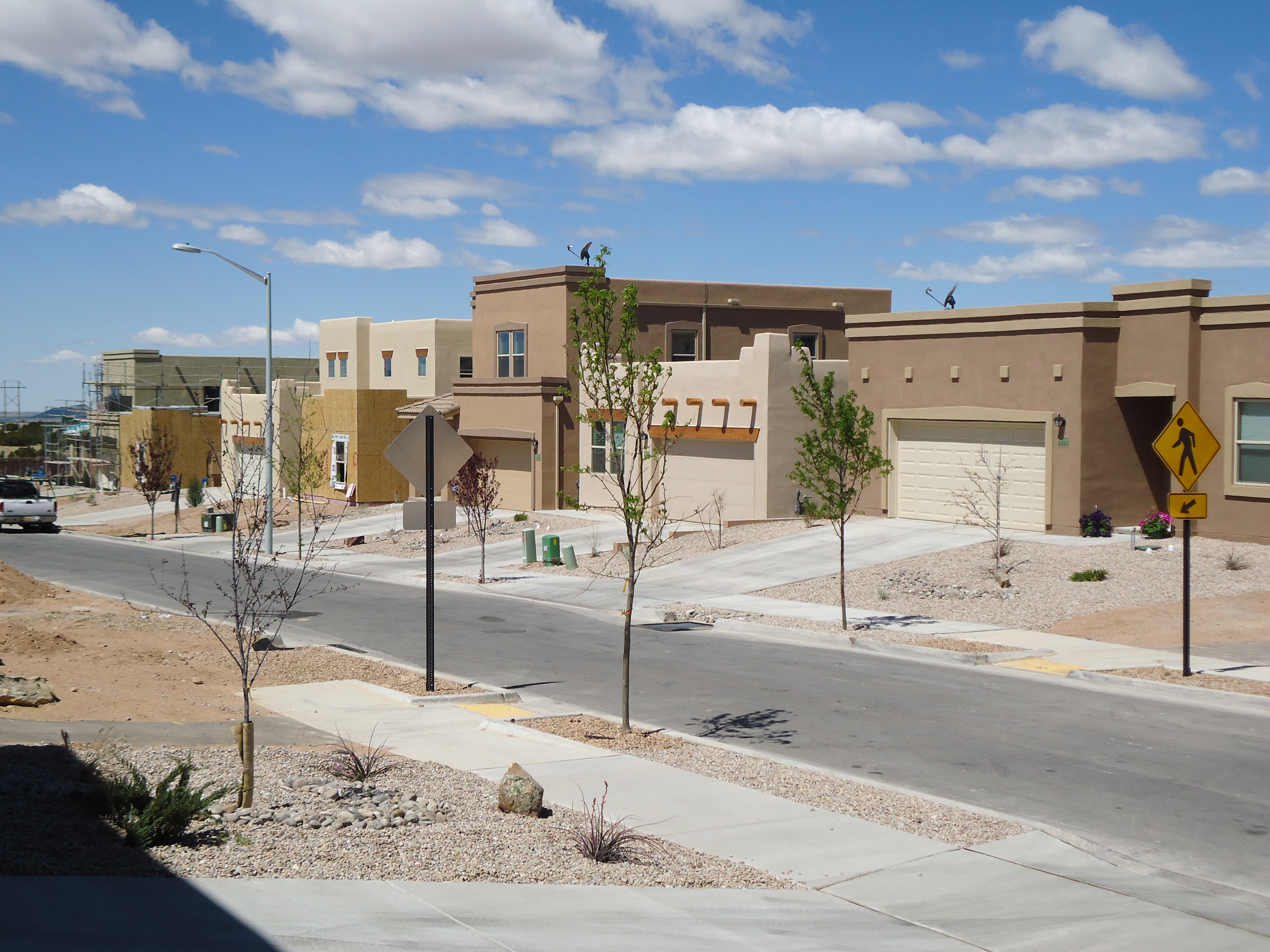
Новая улица в пригороде

По состоянию на 2019 год в городе проживало 84 683 человека.
На 2010 население Санта-Фе составляло 67 947 человек, имелось 27 549 домохозяйств и 14 969 семей.
Расовый состав населения:
- белые — 46,2 % (в 1970 году — 98,2 %)
- латиноамериканцы — 48,7 %
- индейцы — 2,1 %
- азиаты — 1,4 %

Средний возраст горожан — 38 лет. Среднегодовой доход на душу населения — 25 454 доллара США (данные 2000 года). Уровень преступности несколько выше среднеамериканского.

## Экономика

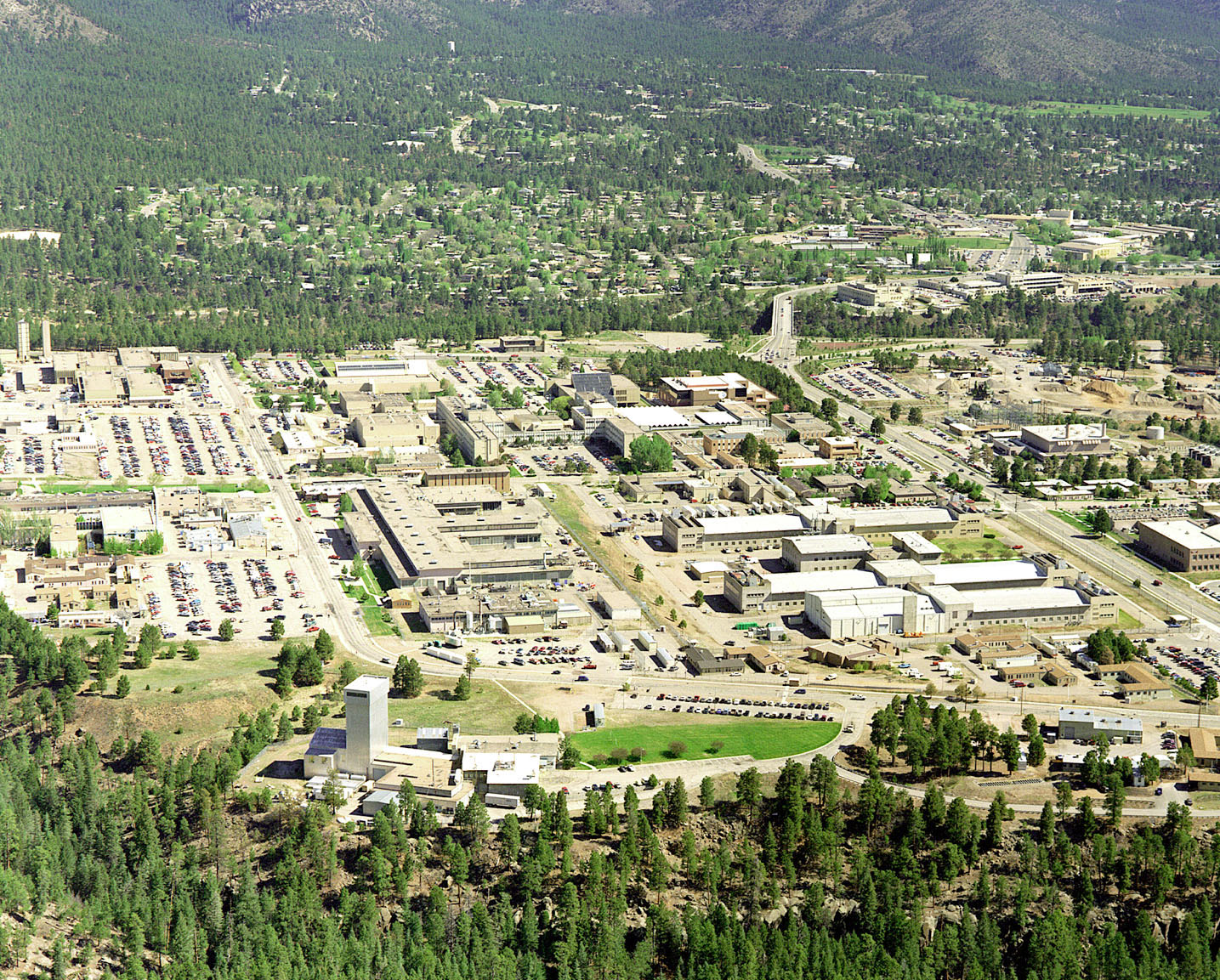
Комплекс зданий ЛАНЛ

Как и в большинстве других столиц штатов, крупнейшими работодателями города являются государственные учреждения различных уровней (федерального, штата и муниципального).
Туризм является второй по важности отраслью экономики. Множество памятников архитектуры и культурная самобытность города, а также красота окружающих его пейзажей ежедневно привлекают в Санта-Фе сотни туристов.
В 45 минутах езды от города расположена знаменитая Лос-Аламосская национальная лаборатория, где было разработано первое на Земле атомное оружие.

## Транспорт

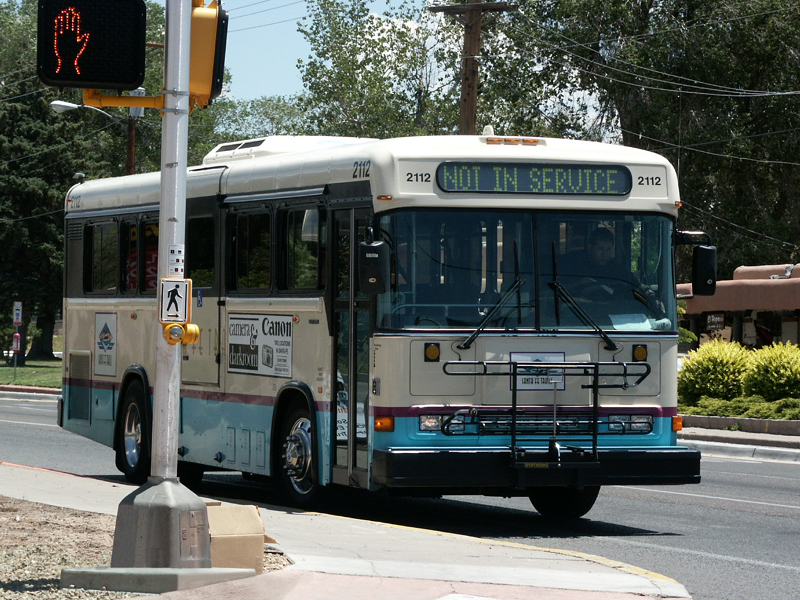
Городской автобус

Город обслуживается Муниципальным аэропортом Санта-Фе (Santa Fe Municipal Airport (IATA: SAF, ICAO: KSAF), расположенным в 17 километрах к юго-западу от делового центра. Пассажирооборот — около 50 тыс. человек в год, осуществляются регулярные рейсы в Лос-Анджелес, Даллас и Денвер. Ближайший международный аэропорт находится в Альбукерке.
В городе-спутнике Лами имеется железнодорожная станция компании Amtrak, на которой ежедневно останавливается поезд Чикаго-Лос-Анджелес, имеется специальный автобус-экспресс от вокзала до центра Санта-Фе. На ж/д станции в самом Санта-Фе останавливаются только экскурсионные поезда и экспрессы из Альбукерке.
Через Санта-Фе проходит межштатное шоссе I-25. Другие важные дороги: US 84 и US 285.
Общественный транспорт представлен городскими (8 маршрутов)и пригородными автобусами по управлением компании Santa Fe Trails.

## Достопримечательности

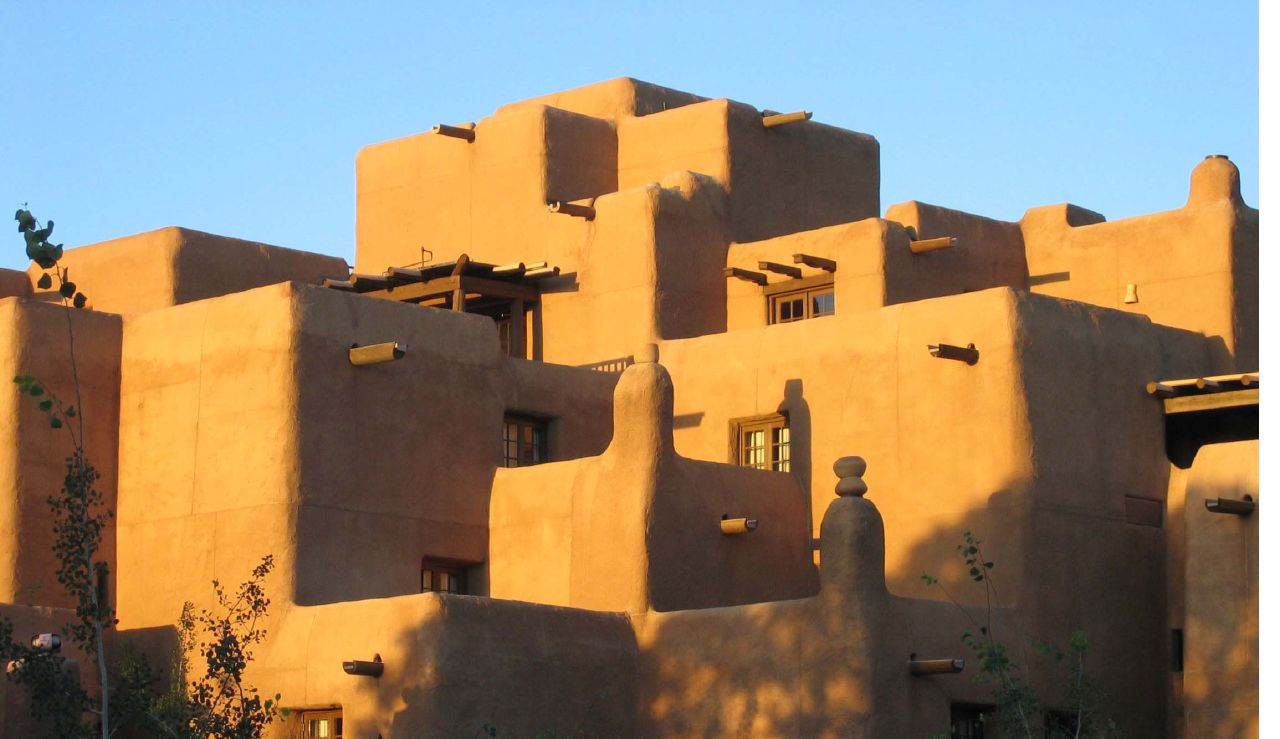
Гостиница в Санта-Фе, стилизованная под традиционное жилище пуэбло.

Одной из самых красивых улиц Санта-Фе является Canyon Road. Эта улица представляет собой выставку-ярмарку под открытым небом. Почти в каждом доме располагается небольшой магазинчик. Продаётся все от стилизованной обуви и одежды до сувениров и абстрактной живописи. Многие дворики живописно украшены скульптурами или инсталляциями. Canyon road расположена довольно далеко от центра города.
Часовня Лоретто бывшей римско-католической церкви в городе Санта-Фе в настоящее время используется как музей и как зал для свадебных церемоний. Она знаменита своей необычной деревянной винтовой лестницей в форме спирали («Чудесная лестница»). В настоящее время лестница считается слишком опасной для постоянного использования. Часовня, являющаяся первым готическим зданием к западу от реки Миссисипи, была построена на подобии Сент-Шапель в Париже по просьбе архиепископа Жан-Батиста Лами в 1873—1878 годах.

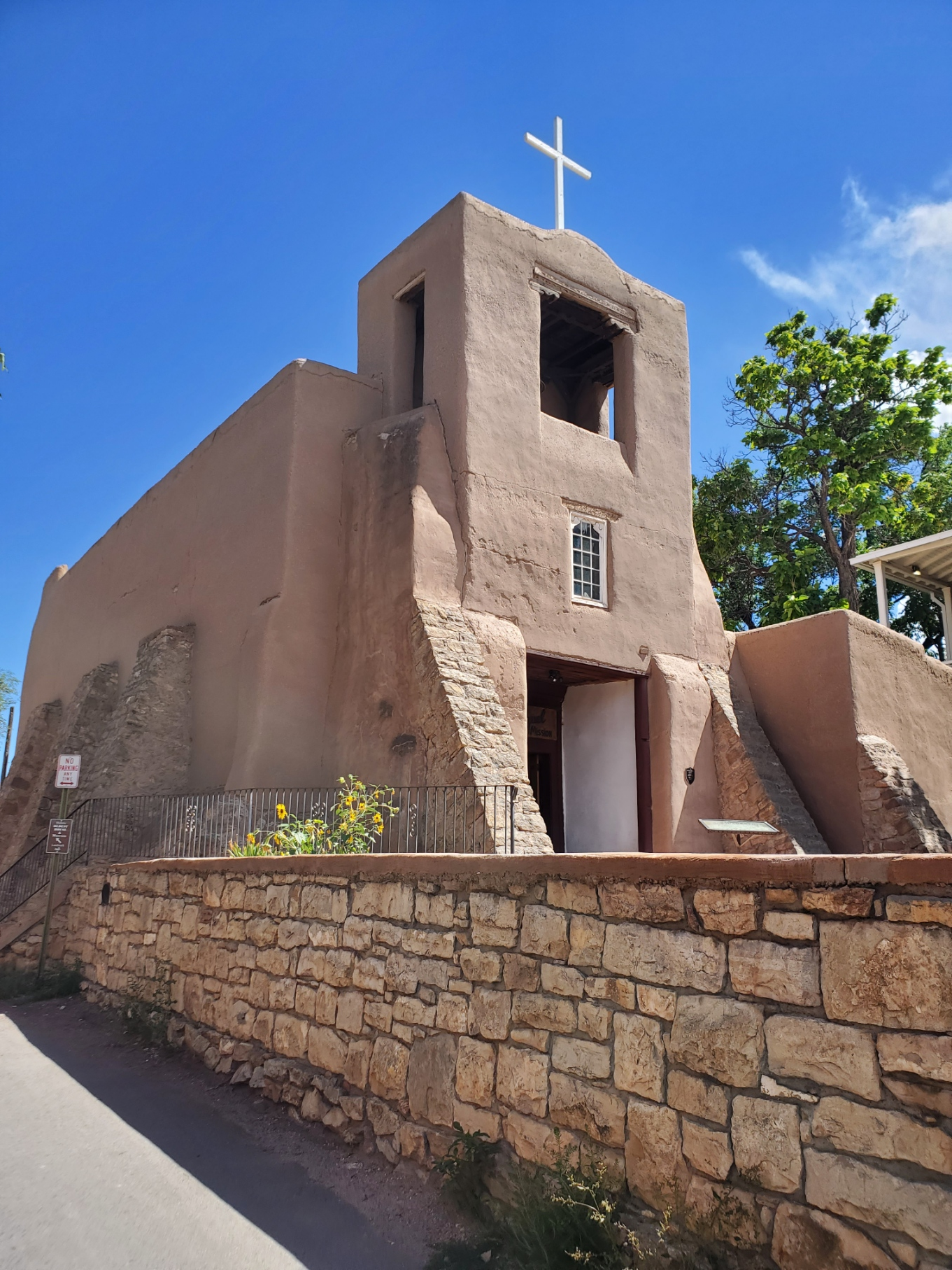
Одна из старейших церквей в США, датирована в 1628 году

Церковь Сан Мигель была построена под присмотром монаха Алонсо де Бенавидес индейцами Тласкала прибывшими из Мексико в начале 1600-х годов. Современные стены состоят из оригинального кирпича. Оригинальная крыша была сожжена во время восстания Пуэбло в 1680.

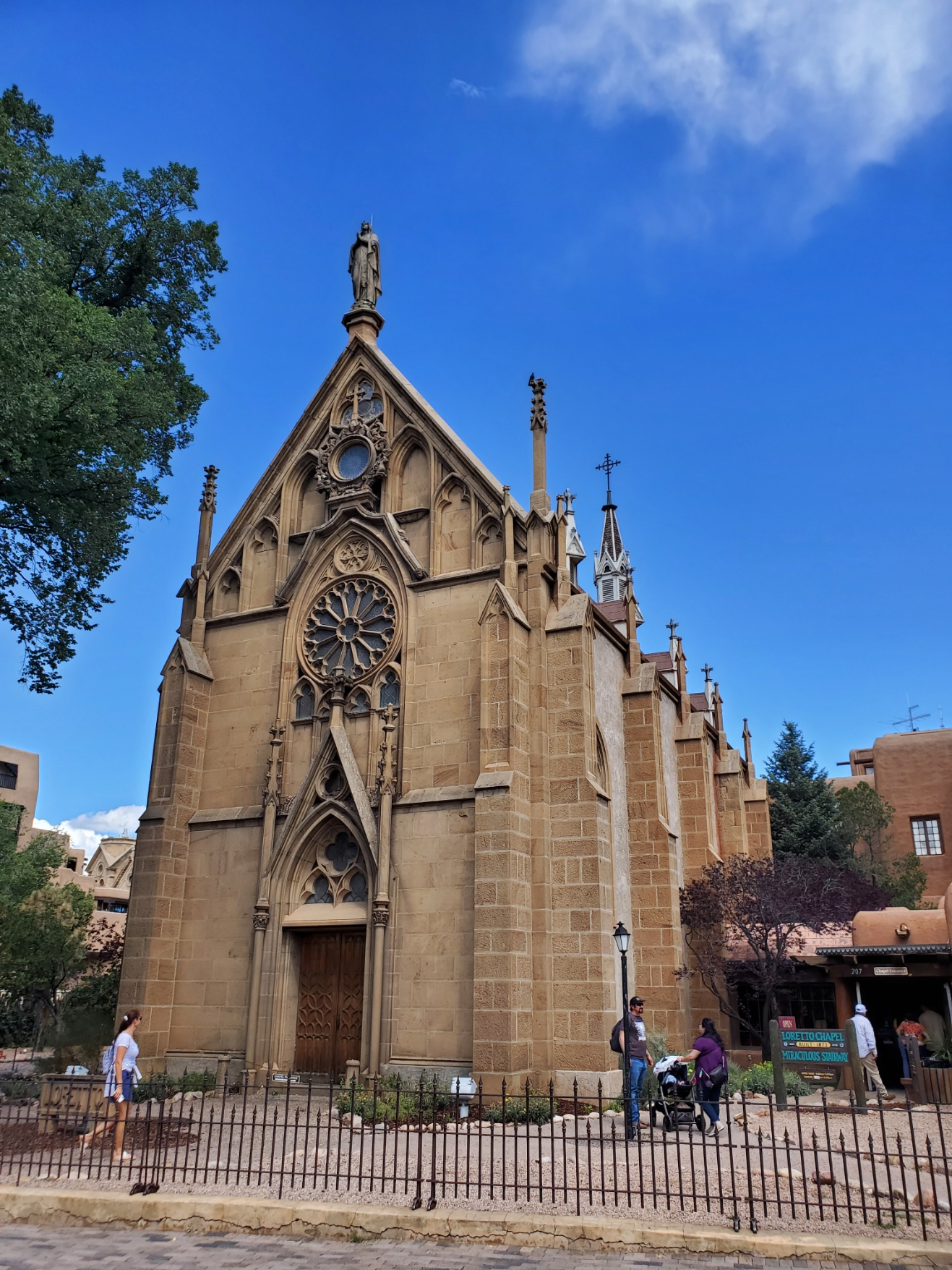
Часовня Лоретто, заметна схожесть с Сент-Шапель в Париже

В городе находится Музей американских индейцев Уилрайт.

## Города-побратимы
Ниже приведён список городов-побратимов Санта-Фе:
- Узбекистан: Бухара
- Куба: Ольгин
- Мексика: Парраль, Сан-Мигель-де-Альенде
- Испания: Санта-Фе
- Италия: Сорренто
- Япония: Цуяма
- Замбия: Ливингстон
- Китай: Чжанцзяцзе
- Республика Корея: Ичхон

### История и современность
- «Early Cities of the Americas»: the history of Santa Fe
- Santa Fe Living Wage Network
- High Mayhem Experimental Arts Collaborative
- Santa Fe Museum Directory
- Georgia O’Keeffe Museum official site
- Santa Fe Opera official site
- Santa Fe Chamber Music Festival official site
- Lensic Performing Arts Center official site
- Santa Fe Pro Musica official website
- Santa Fe Arts And Culture web portal